# Папу-де-анжу
Папу де анжу, або тато де анжу (порт. papo de anjo, «животик ангела» або «подвійне підборіддя ангела») — традиційний португальський десерт з яєчних жовтків. Також поширений у Бразилії.
Вважається, що, подібно до fios de ovos і кількох інших класичних португальських солодощів на основі жовтків, папу де анжу створили португальські черниці в XIV—XV ст. Пральня була поширеною послугою в монастирях, а використання яєчних білків для «накрохмалення» одягу створювало великий надлишок жовтків.
У більшості рецептів жовтки збивають до подвоєння обсягом. У деяких рецептах ще використовуються яєчні білки (1-2 білки на кожні 10 жовтків), їх збивають окремо до стійких піків і потім обережно вводять у жовтки. Збиті жовтки розкладають у змащені формочки для мафінів (приблизно по половині столової ложки) і випікають до затвердіння, але без утворення скоринки. Після випікання їх злегка відварюють у цукровому сиропі, який може бути ароматизований ромом, ваніллю або апельсиновою цедрою.